# Julio César Enciso
Julio César Enciso Ferreira (ur. 5 sierpnia 1974 w Capiatá) – piłkarz paragwajski grający na pozycji środkowego pomocnika.

## Kariera klubowa
Karierę piłkarską Enciso rozpoczął w stołecznym mieście Asunción w tamtejszym klubie Cerro Porteño. W 1994 roku zadebiutował w jego barwach w paragwajskiej Primera Division. W swoim pierwszym sezonie wywalczył z tym klubem mistrzostwo Paragwaju. W 1995 roku zwyciężył w nieistniejącym już Torneo República.
W 1996 roku po dwóch sezonach spędzonych w Cerro Porteño, Enciso wyjechał do Brazylii i został piłkarzem tamtejszego Sport Club Internacional z miasta Porto Alegre. W rozgrywkach Campeonato Brasileiro występował przez 5 sezonów, ale nie zawsze miał miejsce w podstawowym składzie Internacionalu. Największy sukces osiągnął w 1997 roku, kiedy sięgnął po mistrzostwo stanu Rio Grande do Sul.
W 2001 roku Enciso wrócił do ojczyzny. Został zawodnikiem Olimpii Asunción. W 2002 roku wygrał Copa Libertadores (w finale: 0:1, 2:1 i wygrana po serii rzutów karnych z AD São Caetano). Wystąpił także w Pucharze Interkontynentalnym (0:2 z Realem Madryt) oraz zdobył Recopa Sudamericana w 2003 roku. W 2006 roku odszedł z Olimpii do 12 de Octubre Itaugua, gdzie grał rok i następnie zakończył karierę piłkarską.

## Kariera reprezentacyjna
W reprezentacji Paragwaju Enciso zadebiutował w 14 czerwca 1995 roku w przegranym 1:2 towarzyskim meczu z Argentyną. W 1998 został powołany przez selekcjonera Paula Césara Carpegianiego do kadry na Mistrzostwa Świata we Francji. Tam był podstawowym zawodnikiem i wystąpił w czterech spotkaniach: zremisowanych 0:0 z Bułgarią i Hiszpanią, wygranym 3:1 z Nigerią oraz przegranym 0:1 w 1/8 finału z Francją.
W 1999 roku Enciso grał na turnieju Copa América 1999, a grał też na Copa América 2001. W 2004 roku wraz z kadrą olimpijską zdobył srebrny medal Igrzysk Olimpijskich w Atenach. Ostatni mecz w reprezentacji rozegrał w 2004 roku po spotkaniu z Peru (1:1). W kadrze narodowej wystąpił 70 razy i zdobył 2 gole.